# 안덕수
안덕수(安德壽, 1946년 1월 26일 ~ )은 대한민국 정치인이다. 2006년부터 2011년까지 강화군수를 맡았다. 강화 출생이다.
2012년 제19대 총선에서 인천 서구·강화군 을 지역구에서 당선되었다.

## 학력
- 1958년 내가국민학교 졸업
- 1961년 강화중학교 졸업
- 1964년 동북고등학교 졸업
- 1971년 고려대학교 경영학 학사
- 1979년 고려대학교 대학원 경제학 석사
- 1993년 고려대학교 대학원 경제학 박사

## 경력
- 1972 제12회 행정고시 합격
- 1973~1997 경제기획원 경제기획국 행정사무관
- 1983~1986 대통령비서실 사정비서실 행정관
- 1990~1991 농업공무원교육원 교수부장(부이사관)
- 1995~1996 농림수산부 축산국 국장,세계식량농업기구 한국대표
- 1997~1998 농림부 농업정책실 실장(관리관),기획관리실 실장
- 1998~1999 농림부 차관보
- 1999~2001 축산물유통사업단 사장
- 2002 한국양돈조합연합회 회장
- 2006.07~2011.12 제43, 44대 강화군수
- 2012.05~2015.03 제19대 국회의원(새누리당,인천 서구·강화군 을)
- 2012.07~2014.05 제19대 국회 전반기 정무위원회 위원
- 2013.05 새누리당 인천시당 서구강화군을 당협위원장
- 2014.06~2015.03 제19대 국회 후반기 예산결산특별위원회 위원
- 2014.06~2015.03 제19대 국회 후반기 농림축산식품해양수산위원회 위원
- 2017.02 자유한국당 인천시당
- 국민의힘 인천을 살리는 선거대책위원회 선거대책본부 상임고문
- 2022년 8월 ~ : 국민의힘 인천시당 상임고문

## 역대 선거 결과
|  | 53.76% |

|  | 67.56% |

|  | 51.49% |

## 같이 보기
- 서구·강화군 을
- 인천 서구의 국회의원
- 강화군의 국회의원
- 강화군수